# Carl Gustav Schoultz von Ascheraden

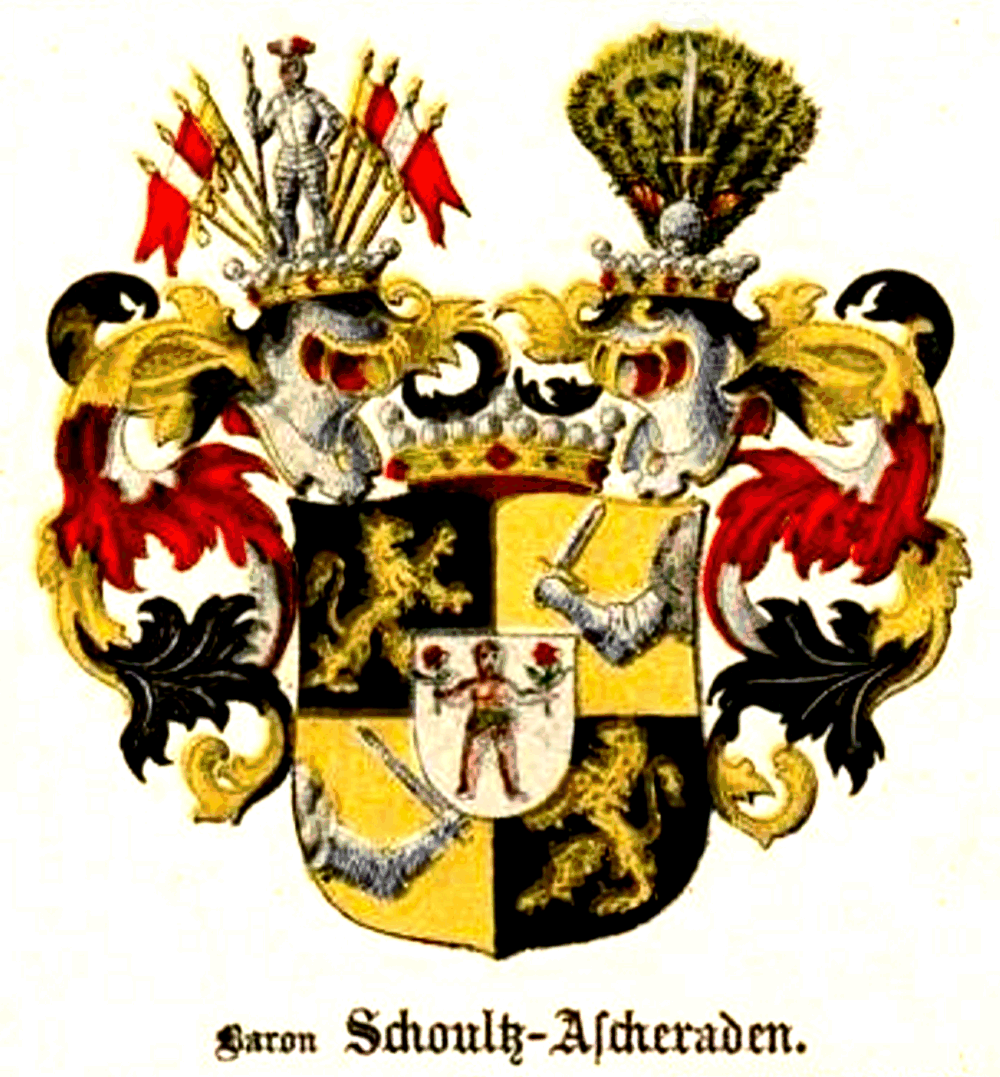
Familienwappen der Freiherren Schoultz von Ascheraden

Carl Gustav Schoultz von Ascheraden (* 29. Juli 1743 in Zarnekow, Schwedisch-Pommern; † 22. März 1798 in Berlin) war ein schwedischer Diplomat und Autor über europäische und baltische Geschichte.

## Leben
Seine militärische Laufbahn begann 1752 als Freiwilliger im Cronhiotska-Regiment, 1760 als Sergeant im königlichen Leibregiment und Beförderung zum Fähnrich. Er trat 1762 in das Blixenska-Regiment ein und wurde dort 1770 zum Leutnant befördert. Im Jahre 1775 wurde er Major und 1776 Kammerherr bei der schwedischen Königin Luise Ulrike von Preußen (1720–1782). Es folgte 1777 die Verwendung als Regimentsquartiermeister im Jämtlands Dragonerregiment. Am 7. Februar 1781 nahm er seinen Abschied aus der schwedischen Armee. Von 1782 bis 1787 war er als „Minister mit besonderen Aufgaben“ zur schwedischen Botschaft in Den Haag entsandt worden. Am 28. April 1785 wurde er mit dem Nordstern-Orden ausgezeichnet. Seine Aufnahme in die Königlich Schwedische Akademie der Wissenschaften erfolgte am 30. April 1787. 1792 wurde er als Sondergesandter zum  Immerwährenden Reichstag nach Regensburg delegiert und diente ab 1792 als Minister am preußischen Hof.

## Familie
Carl Gustav stammte aus dem schwedisch-baltischen Adelsgeschlecht Schoultz von Ascheraden, sein Großvater war der Gouverneur von Wismar Martin Simon Schoultz von Ascheraden (1660–1730). Sein Vater war Freiherr Carl Gustav Schoultz von Ascheraden (* 19. Juli 1711 in Wismar; † 21. Mai  1788 in Stralsund), der mit Christina Ulrika von Marschalk (1717–1778) verheiratete war. Durch das Erbe von seiner Ehefrau war er Herr auf Schmantewitz auf Rügen und Herr von Zarnekow und Nehringen in Pommern, er war der Gründer der pommerschen Abstammungslinie. Carl Gustav war das zweite von zehn Kindern, er starb unverheiratet.

## Werke
- Opera. Hrsg. von C. G. Schoultz von Ascheraden. Leiden 1784 Digitalisat
- Carl Gustav Schoultz von Ascheraden: Res suo aevo gestas / memoriae tradidit Carol. Gust. Schulz ab Ascherade .... - Londini, 1789 Digitalisat
- Carl Gustav Schoultz von Ascheraden: Geschichte unserer Zeiten / aus dem Lat. des Baron Schulz von Ascherade. Übers. von Theodor Schmalz. - Königsberg : Nicolovius Th. 1. – 1790 Digitalisat, Digitalisat
- Carl Gustav Schoultz von Ascheraden: Res Suo Aevo Gestas Memoriae Tradidit Carol. Gust. Schulz Ab Ascherade, Liber Baro, S. R. M. Sueciae Cubicularius, Eques Auratus .... - Lipsiae : Crusius, 1793 Digitalisat